# Boere
Boere (nederlandsk for "bønder", udtales som 'burre') er et historisk navn for den afrikanske etniske gruppe kaldet afrikaanere i det sydlige Afrika, der er efterkommere af nederlandske kolonister i sidste del af 1600-tallet som Jan van Riebeeck som hovedsagelig var bønder. Afrikaanerne taler afrikaans.

## Historie
Efter at nederlænderne i 1652 havde grundlagt Kapstaden, bosatte der sig flere og flere kolonister i den sydvestlige del af Kaplandet, hvortil der i 1687 kom et mindre antal fordrevne franske hugenotter. Senere udbredte de sig lidt efter lidt ind i landet, især gennem de bevæbnede treks allerede under det nederlandske herredømme. Det var dog først, da briterne blev herrer i landet (1795 og definitivt 1814), at vandringerne tog fart, og navnlig skete der i slutningen af 1830'erne på grund af misfornøjelse med den britiske koloniforvaltning en formelig udvandring fra Kaplandet til det nordlige Natal, Oranje og Transvaal. De udvandrede sluttede sig sammen i to større republikker, Oranjefristaten og Den Sydafrikanske Republik (Transvaal), der i lang tid var uafhængige af Storbritannien, men som efter den store boerkrig 1899-1902 måtte anerkende det britiske herredømme. Enkelte mindre Boer-republikker som Gosen, Stellaland havde kun kort levetid. Efter krigen varetoges de nationale boer-interesser især af to politiske partier "Afrikaanderbond" og "Zuidafrikaansche Taalbond". Uden for de britiske besiddelser fandtes enkelte boere i Tysk Sydvestafrika og de portugisiske kolonier.
Boerne var gennemgående høje og kraftige, fortræffelige ryttere og skytter. Deres levemåde var meget jævn og simpel, og trods den republikanske regeringsform var tænkemåden yderst konservativ. Familielivet var nærmest patriarkalsk og præget af en streng religiøsitet. Oplysningen stod gennemgående lavt, og på den ydre renlighed anvendtes der ikke meget. De mest bemidlede drev vinavl, de såkaldte "kornboers" levede af agerbrug og var også ganske velhavende, men den store mængde var nærmest fattig og levede overvejende af kvægavl.